# Temple de la renommée du hockey français
Pour les articles homonymes, voir Temple de la renommée.
Le temple de la renommée du hockey français est créé en 2008 par la Fédération française de hockey sur glace, au Majestic de Chamonix, à l'occasion du centenaire du Championnat de France.

## Membres

### Promotion 2008
- Louis Magnus
- Jacques Lacarrière
- Pete Laliberté
- Jean Ferrand
- Philippe Bozon
- Catégorie des bâtisseurs : le club de Chamonix est honoré pour ses 30 titres de champion de France.

### Promotion 2009
- Albert Hassler
- Daniel Huillier
- Henri Lafit
- Calixte Pianfetti
- Charles Ramsay
- Catégorie des bâtisseurs : les Jokers de Cergy-Pontoise ont été honorés pour leurs 16 titres de champion de France consécutifs.

### Promotion 2010
- Camil Gélinas
- Claude Pourtanel
- Léon Quaglia
- Antoine Richer
- Catégorie des bâtisseurs : Association pour la promotion du hockey.

### Promotion 2011
- Bernard Deschamps
- Philippe Lacarrière
- Jean Tarenbercque
- Christophe Ville
- Catégorie des bâtisseurs : Cercle des patineurs de Paris.

### Promotion 2012
- Alain Bozon
- Albert Fontaine
- Angela Lezziero
- Marie-Claude Raffoux
- Catégorie des bâtisseurs : famille Claret.

### Promotion 2013
- Joseph Cochet
- Marcel Guadaloppa
- Gilbert Itzicsohn
- Jean-Claude Sozzi
- Jean Vassieux
- Catégorie des bâtisseurs : équipe de France championne d'Europe en 1924

### Promotion 2014
- Jean Julien
- Patrice Pourtanel
- André Peloffy
- Charles Liberman
- Catégorie des bâtisseurs : famille Malletroit

### Promotion 2015
En juin 2015, lors de son assemblée générale, la fédération française de hockey sur glace intronise de nouvelles personnalités :
- Philippe Rey
- Christian Pouget
- Daniel Maric
- Albert Kimmerling
- Léo Mounier
- Catégorie des bâtisseurs : famille Potin

### Promotion 2016
- Jean-Louis Millon
- Thierry Monier
- Louis Smaniotto
- André Vuillermet
- Tristan Alric
- Catégorie des bâtisseurs : Rouen hockey élite 76

### Promotion 2017
- Paul Lang
- Arnaud Briand
- Alain Mazza
- Corinne Dogemont
- Catégorie des bâtisseurs : Français volants de Paris
- Trophée Cristobal Huet : Pierre-Édouard Bellemare

### Promotion 2018
- Cristobal Huet
- Fabrice Lhenry
- Baptiste Amar
- Laurent Meunier
- Dave Henderson
- Catégorie des bâtisseurs : Famille Le Blond (Robert Le Blond, Jean Le Blond, Bernard Le Blond, Matthieu Le Blond)

### Promotion 2019
Le 22 juin 2019, la Fédération française annonce les six nouveaux lauréats :
- Guy Durand
- Guy Fournier
- Zdeněk Bláha
- André Catelin
- Bruno Ranzoni
- Catégorie des bâtisseurs : Athletic Club de Boulogne-Billancourt

### Promotion 2021
- Gwenola Personne
- Peter Almasy
- Pierre Pousse
- Yvan Guryca
- Michel Margerit
- Catégorie des bâtisseurs : Association pour l'avenir du hockey français

## Oscar de la Glace
Les Oscars de la Glace sont une distinction décernée par la fédération française des sports de glace. Le hockey français ayant été géré par cette fédération jusqu'en 2006, un certain nombre de hockeyeurs a reçu ce prix. Cette distinction est parfois considérée comme temple de la renommée du hockey français.

### Joueurs honorés
- Jean Bochatay (1969)
- Philippe Bozon (2001[5])
- Arnaud Briand (2003[6])
- Gilbert Itzichson (1971)
- Philippe Lacarrière (1964)
- Charly Masse (1996)
- Calixte Pianfetti (1959)
- Bruno Ranzoni (1961)
- Antoine Richer (1995)
- Jean Vassieux (1979)